# Jesper Rasmussen Brochmand

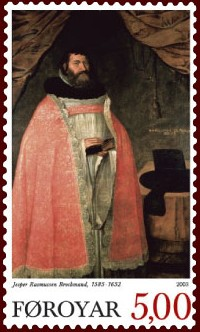
Jesper Rasmussen Brochmand på färöiskt frimärke från Postverk Føroya

Jesper Rasmussen (Kasper Erasmus) Brochmand, född den 5 augusti 1585, död den 19 april 1652, var en dansk biskop.
Brochmand blev 1610 professor i teologi, var 1616-20 lärare för den till tronföljare valde prins Kristian och därefter åter professor, tills han 1638 blev biskop på Själland.
Han utövade stort inflytande på prästerna och omordnade i hög grad gudstjänsten, verkade för psalmsångens förbättring och skolväsendets utveckling. Han fick särskilt anseende, även utomlands, såsom en framstående dogmatiker av strängt ortodox luthersk riktning.
Hans viktigaste verk är Universæ theologiæ systema (två band, 1633), som trycktes om utomlands, och av vilket han själv 1649 gjorde ett utdrag, Epitome systematis theologiæ, vilket mer än 100 år användes som dogmatisk handbok vid föreläsningar och disputationer.
Både i lärda stridsskrifter (Controversiarum sacrarium pars I-III, 1626-28, och Apologiæ speculi veritatis confutatio, fyra band, 1653) och i uppbyggelseskrifter (en sådan återutgavs så sent som 1853) bekämpade han ivrigt såväl katoliker som reformerta; 1614-16 gav han stöd åt Resen gentemot de sista kryptocalvinisterna och utgav 1641 en tolkning av Jakobs brev som motskrift mot sin tidigare vän Holger Rosenkrands.
Mest känd är likväl hans postilla, Sabbathens helliggjørelse (1635-38), som till 1760 omtrycktes minst tio gånger och ännu in på 1800-talet (omtryckt 1862) var en bland den danska allmogen mycket spridd uppbyggelsebok.